# Vườn quốc gia Everglades
Vườn quốc gia Everglades bảo vệ phần phía nam của Everglades (nam Tamiami Trail),  nhưng chỉ chiếm 20% diện tích gốc của vùng đất ngập nước. Diện tích của vườn quốc gia là 6.105 km² và là một di sản thế giới. Đường cao tốc duy nhất chạy phần chính của vườn là  State Road 9336 và các nhánh vào vườn quốc gia này, chạy dài 61 km từ thành phố Florida đến bờ biển Flamingo. Không kể trung tâm du khách và một vài cơ sở nhỏ hơn của khu vườn, không có khu phát triển trong vườn quốc gia này. 2.246 km² này được công nhận là Marjory Stoneman Douglas Wilderness.
Khu vực này được công nhận là vườn quốc gia Hoa Kỳ ngày 30 tháng 5 năm 1934 nhưng mãi đến ngày 6 tháng 12 năm 1957 mới hoàn toàn được thành lập. Vườn quốc gia được công nhận là khu dự trữ sinh quyển thế giới ngày 26 tháng 10 năm 1976. Ngày 10 tháng 11 năm 1978, phần lớn vườn quốc gia này được công bố là khu hoang dã. Khu hoang dã có diện tích 5.247 km² vào năm 2003 — khoảng 86% diện tích vườn quốc gia. UNESCO đã công nhận đây là di sản thế giới ngày 24 tháng 10 năm 1979 và một vùng đất ẩm ướt có tầm quan trọng quốc tế ngày 4 tháng 6 năm 1987. Tuy nhiên, phải đến năm 1993 thì vườn quốc gia này mới bị đưa vào Danh sách di sản thế giới bị đe dọa.